# Botiza
Botiza (en hongrois Batiza ) est une commune roumaine du județ de Maramureș, dans la région historique de Transylvanie et dans la région de développement du Nord-Ouest.

## Géographie
Botiza est une commune située au nord-est du județ, dans les Monts Lăpuș (Muntii Lăpușului), à 50 km au sud-est de Sighetu Marmației et à 100 km de Baia Mare, la préfecture du județ.
La commune se compose du seul village de Botiza.

## Politique
Le Conseil Municipal de Botiza compte 11 sièges de conseillers municipaux. À l'issue des élections municipales de juin 2008, Ioana Trifoi (PSD) a été élu maire de la commune.
| Parti                                                | Nombre de conseillers |
| ---------------------------------------------------- | --------------------- |
| Parti social-démocrate (PSD)                         | 6                     |
| Parti démocrate-libéral (PD-L)                       | 2                     |
| Parti de la nouvelle génération - Chrétien-démocrate | 2                     |
| Parti de la Grande Roumanie (PRM)                    | 1                     |

## Religions
En 2002, la composition religieuse de la commune était la suivante :
- Chrétiens orthodoxes, 96,72 % ;
- Catholiques grecs, 3,07 %.

## Démographie
En 1910, la commune comptait 1 640 Roumains (84 % de la population) et 214 Allemands (11 %).
En 1930, les autorités recensaient 1 913 Roumains ainsi qu'une communauté juive de 107 personnes (5,2 %) qui fut exterminée par les Nazis durant la Seconde Guerre mondiale.
En 2002, la commune comptait 2 960 Roumains (99,9 %).
| 1880  | 1900  | 1910  | 1930  | 1956  | 1977  | 1992  | 2002  | 2007  |
| ----- | ----- | ----- | ----- | ----- | ----- | ----- | ----- | ----- |
| 1 084 | 1 807 | 1 953 | 2 042 | 2 616 | 2 963 | 2 957 | 2 964 | 2 861 |

## Économie

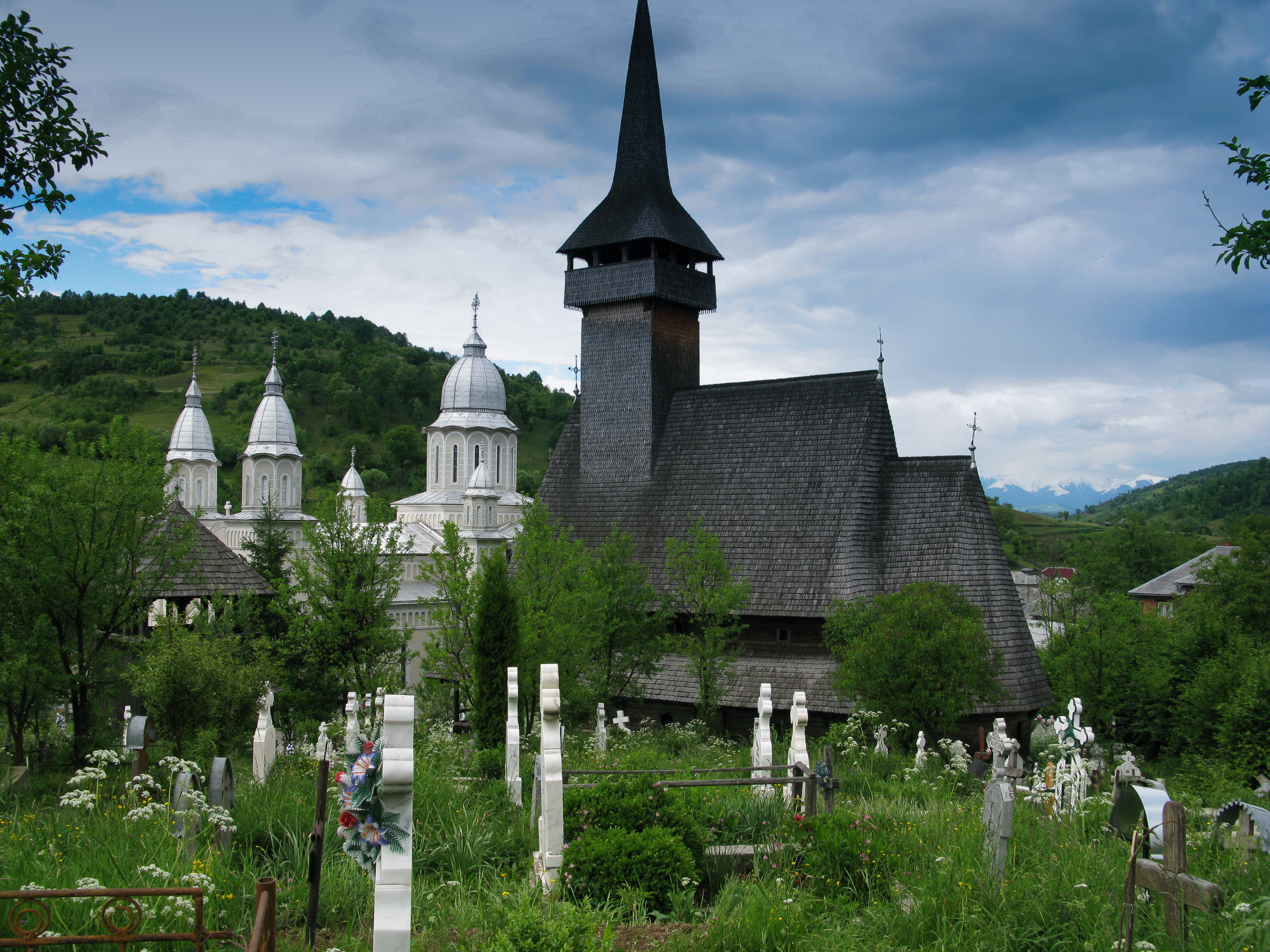
L'église en bois de Botiza avec la nouvelle église en arrière-plan

La commune est renommée pour sa fabrication de tapis en laine aux motifs traditionnels colorés avec des pigments végétaux.
Depuis quelques années, une activité touristique se développe en raison de la situation du village dans les montagnes du pays Lapuș (Țara Lapușului).

## Lieux et monuments

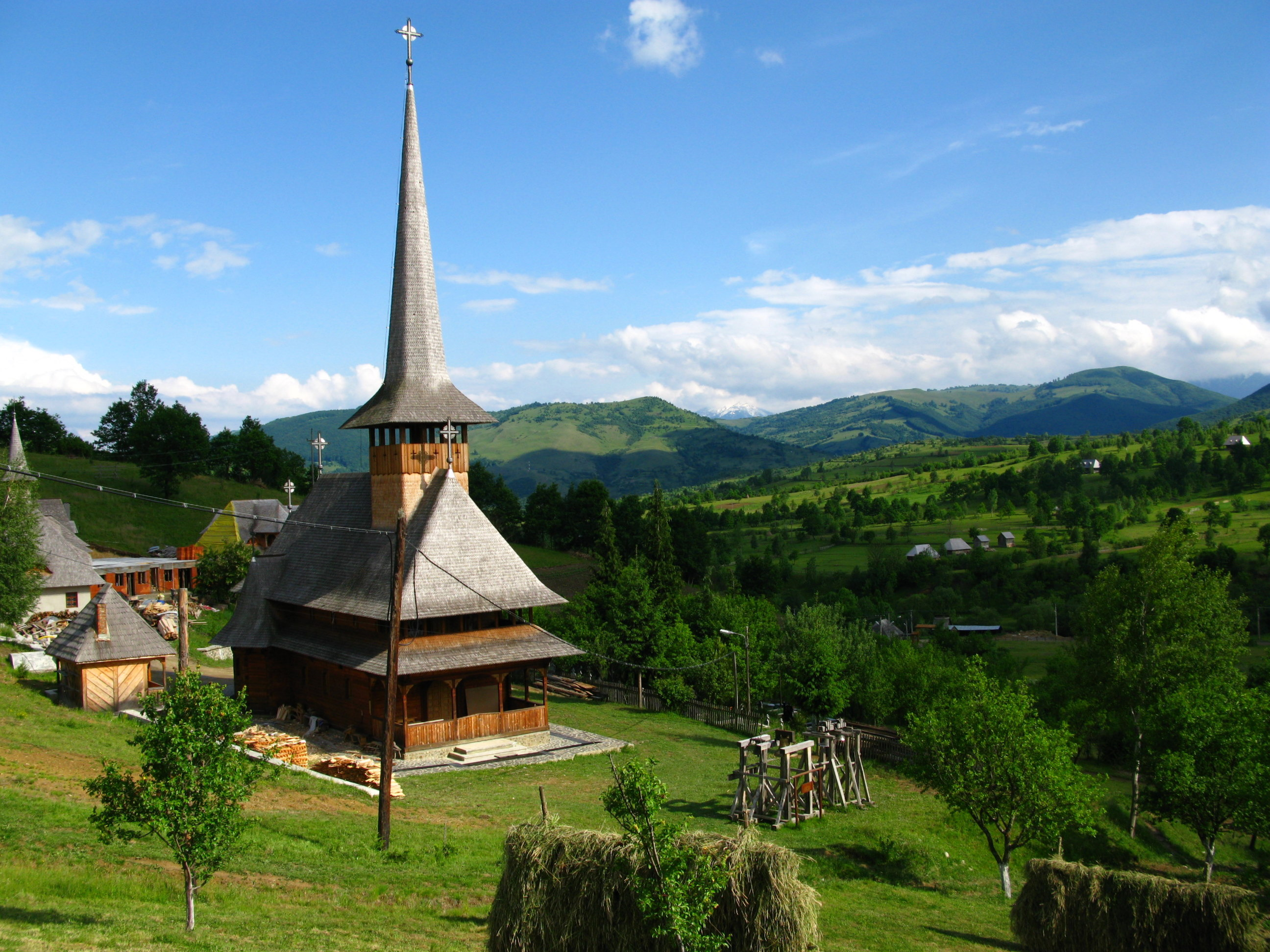
Monastère de Botiza

- Église en bois détruite au XIXe siècle dont les matériaux servirent à construire une école religieuse. Lorsque cette école fut détruite à son tour dans les années 1990, on reconstruisit l'église originelle qui se dresse de nouveau dans le village.